# Paddy Lowe
Patrick Allen Lowe (Nairobi, Kenia, 8 de abril de 1962), más conocido como Paddy Lowe, es un ingeniero de automovilismo británico que hasta principios de 2019 fue el director técnico de Williams. Anteriormente fue director ejecutivo (técnico) del equipo Mercedes.

## Biografía
Lowe asistió a la Escuela Sevenoaks desde 1976 hasta 1980 y se graduó en el Sidney Sussex College, Universidad de Cambridge, en 1984 con un título en Ingeniería.

## Carrera en Fórmula 1

### Williams (1987-1993)
Pasó seis años en Williams, tiempo durante el cual supervisó el desarrollo de la suspensión activa, ayudando a Nigel Mansell a ganar el Campeonato Mundial de 1992.

### McLaren (1993-2013)
Lowe se mudó a McLaren en 1993, cuando fue empleado como Jefe de Investigación y Desarrollo. Fue jefe del departamento hasta 2001, cuando fue nombrado Jefe de Desarrollo de Sistemas de Ingeniería, un papel que se centra en el programa de carreras para el McLaren MP4-20. En mayo de 2005 asumió el cargo de Director de Ingeniería, lo que le otorgó la responsabilidad de todos los departamentos de ingeniería. En enero de 2011, Lowe se convirtió en el director Técnico del equipo.

### Mercedes (2013-2017)
En 2015, Lowe fue elegido miembro de la Real Academia de Ingeniería. Junto con su hermano mayor, el profesor Michael Lowe, son los primeros hermanos en ser elegidos miembros de la Academia.

### Williams (2017-2019)
Lowe regresó a Williams como Director Técnico el 16 de marzo de 2017. Reemplazó a Pat Symonds, quien dejó el equipo a fines de 2016. Los autos Williams bajo su supervisión fueron el FW41 y el FW42, los que resultaron ser poco competitivos y relegaron a Williams al último lugar del Campeonato de Constructores en 2018 y 2019, siendo este el peor resultado histórico para la escudería. 
El 6 de marzo de 2019 se anunció que Lowe se tomaría un permiso de ausencia debido a razones personales después de que hubo muchos retrasos en la producción del Williams FW42. El 25 de junio de 2019, su licencia se hizo permanente y Lowe dejó a Williams con efecto inmediato.

## Campeonatos Mundiales de Fórmula 1
Como ingeniero, Lowe participó en la creación de los siguientes monoplazas ganadores del Campeonato Mundial de Fórmula 1. 
| Año  | Equipo   | Monoplaza              | Imagen |
| ---- | -------- | ---------------------- | ------ |
| 1992 | Williams | Williams FW14          |        |
| 1998 | McLaren  | McLaren MP4/13         |        |
| 1999 | McLaren  | McLaren MP4/14         |        |
| 2008 | McLaren  | McLaren MP4/23         |        |
| 2014 | Mercedes | Mercedes F1 W05 Hybrid |        |
| 2015 | Mercedes | Mercedes F1 W06 Hybrid |        |
| 2016 | Mercedes | Mercedes F1 W07 Hybrid |        |